# Таборовський Станіслав Йосипович
Станіслав Йосипович Таборо́вський (нар. 1830, Волинь — пом. 1890, Санкт-Петербург) — український і російський скрипаль, композитор. 

## Біографія
Народився у 1830 році на Волині. Закінчив Санкт-Петербурзький університет. Музики навчався в Одесі і Санкт-Петербурзі. Закінчив Брюссельську консерваторію.
Гастролював у Бельгії, Франції, Німеччині, Польщі. Був солістом при дворі німецького імператора Вільгельма I. З 1860 року військовий диригент у Житомирі. У 1863—1868 роках член київського відділення Російського музичного товариства. У 1875 році заснував Російське музичне товариство і його музичну школу в Кронштадті. З 1885 року жив у Санкт-Петербурзі. Помер у Санкт-Петербурзі у 1890 році.
Серед творів увертюри для симфонічного оркестру, концерт для скрипки, квартет, 6 рапсодій для скрипки.